# Kleingefleckter Katzenhai
Der Kleingefleckte Katzenhai (Scyliorhinus canicula) ist eine kleine und eierlegende Haiart aus der Familie der Katzenhaie (Scyliorhinidae). Er lebt im Mittelmeer, in der Nordsee und an der Westküste Nordafrikas bis nach Senegal. Seinen Namen verdankt er seinen kleinen Flecken und seinen katzenartigen Augen.

## Merkmale

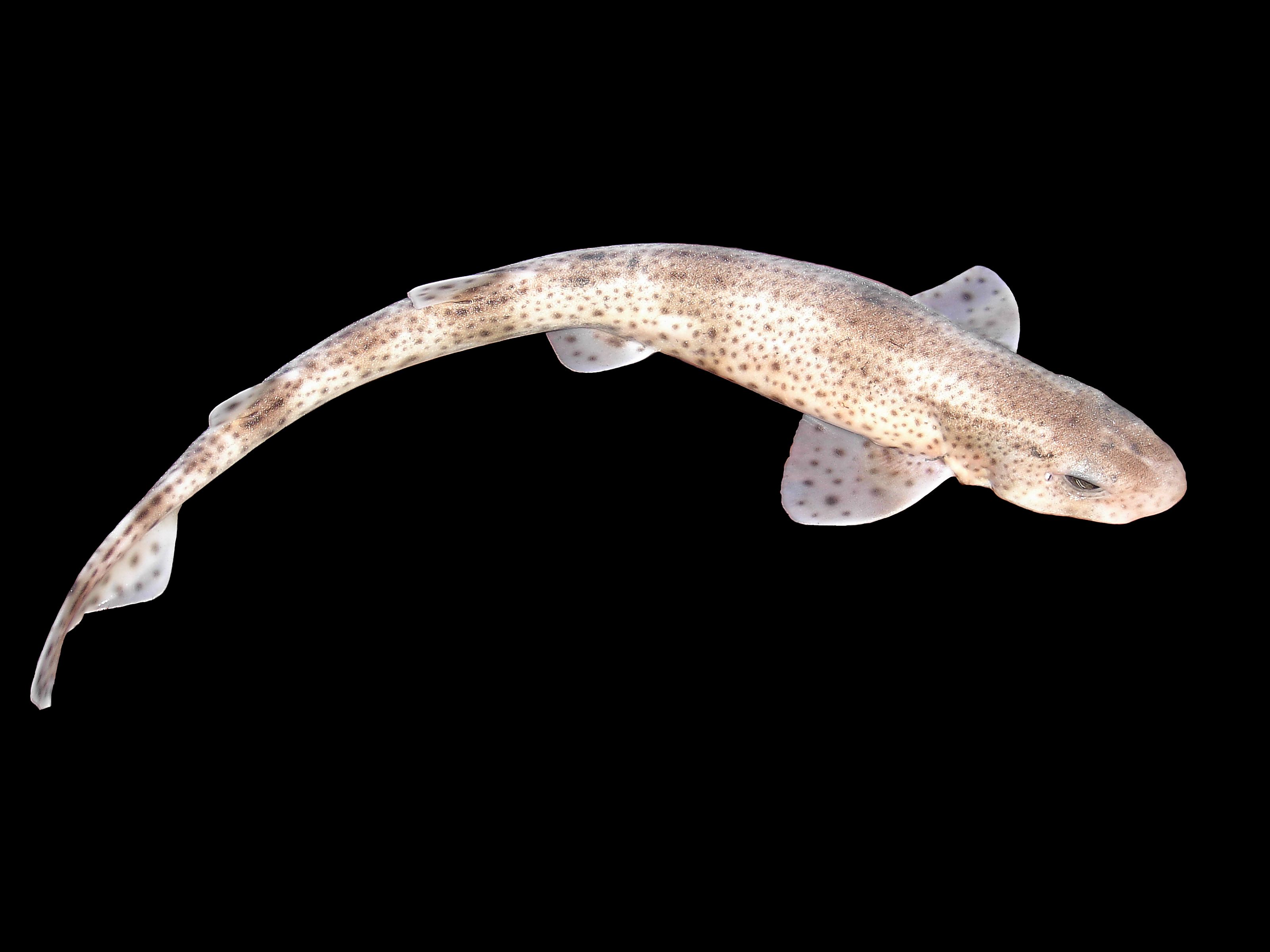
Kleingefleckter Katzenhai (Scyliorhinus canicula)

Kleingefleckte Katzenhaie sind schlank, haben eine keilförmige Figur und können bis zu 100 Zentimeter lang werden; normalerweise bewegt sich ihre Länge allerdings zwischen 60 und 80 cm, während das Gewicht etwa 1000 bis 1500 g beträgt. Das Alter der Katzenhaie liegt höchstens bei acht Jahren. Ihre Haut besteht aus kleinen, harten Schuppen, die sich wie Sandpapier anfühlen. Die Oberseite ist bräunlich gefleckt, während die Unterseite hell und fast fleckenlos ist. Im Gegensatz zu seinem nächsten Verwandten, dem Großgefleckten Katzenhai, hat er sehr kleine Flecken und eine längere Nasenflügelspalte, die bis zum Maul läuft. Dieses ist klein und fast doppelt so breit wie lang. Die schwarzen Augen sind groß und besitzen den typischen Augenstrich der Katzenhaie. Er hat nur eine kleine Rückenflosse, die sehr weit hinten sitzt. Die fünf Kiemen liegen weit unten und sind kaum sichtbar.

## Verbreitung und Bedrohung

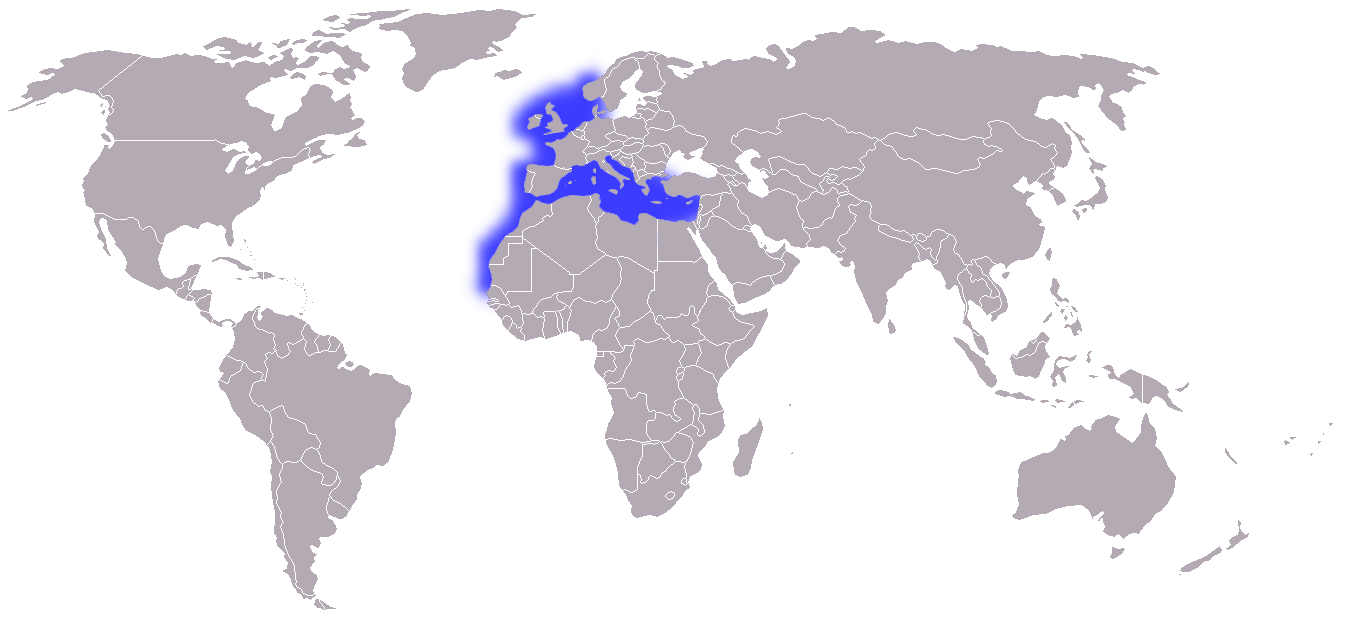
Das Verbreitungsgebiet des Kleingefleckten Katzenhais

Ihr Verbreitungsgebiet reicht von Südwestskandinavien über Großbritannien und Spanien bis zur Küste Senegals. Sie leben auch im gesamten Mittelmeer und der Nordsee.
Kleingefleckte Katzenhaie sind in ihrem Verbreitungsgebiet recht zahlreich und nicht gefährdet. Dementsprechend führt auch die Weltnaturschutzunion IUCN die Art in der Roten Liste gefährdeter Arten als nicht gefährdet (Least Concern).
Über den Geschmack ihres Fleisches herrschen verschiedene Meinungen; so gilt es in manchen Gourmetkreisen als Delikatesse, während ein Großteil der Feinschmecker ihm keinen besonderen Geschmack  beimisst. Die Leber gilt als giftig.

## Lebensweise
Obwohl die nachtaktiven Kleingefleckten Katzenhaie normalerweise einzelgängerisch sind, sieht man sie immer wieder in Schwärmen von gleichgeschlechtlichen Artgenossen.
Sie leben am Meeresgrund in bis zu 150 Metern Tiefe, aber auch gerne an Küstengebieten. Vor allem jüngere Haie halten sich öfter in seichteren Gewässern auf.

## Fortpflanzung

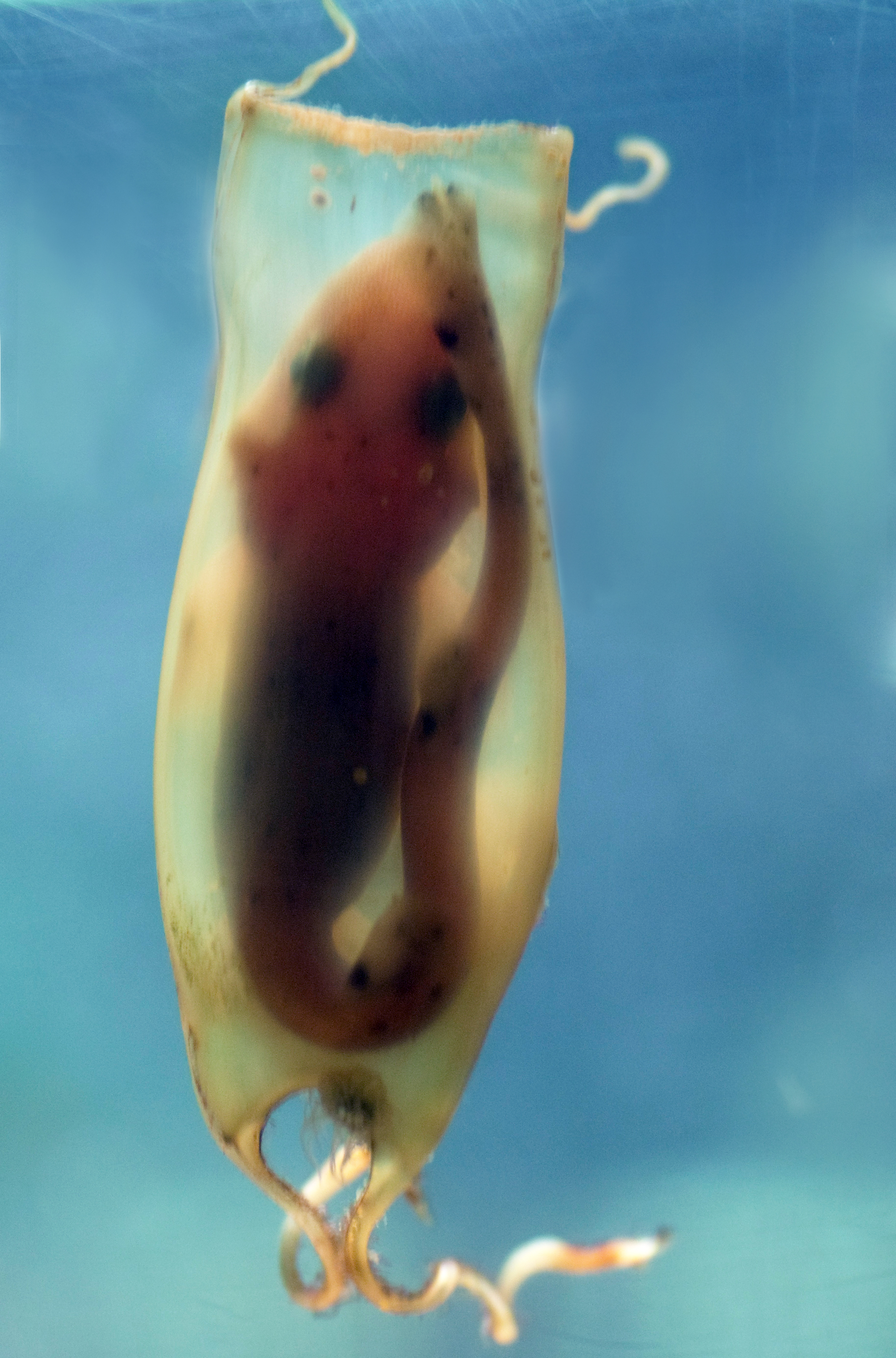
Embryo in der Eischale

Bei der Paarung schlingen sich die beiden Partner umeinander, das Männchen führt einen seiner zwei Penisse in die Geschlechtsöffnung des Weibchens ein und spritzt sein Sperma hinein. Einige Wochen später legt das Weibchen die 18–20 Eier in seichten Gewässern ab. Diese befinden sich in hornigen, gelblichen Kapseln von 6 cm Länge, den sogenannten Seemäusen (engl. „Mermaid's Purses“). Die Kapseln sind anfangs noch sehr transparent und werden immer milchiger. Ihre Form ist langgezogen und rechteckig; an den vier Ecken befinden sich zusammengerollte Fäden. Rollt man diese aus, sind sie etwa 1 Meter lang. Sie dienen dazu, dass sich die Kapsel an Unterwasserpflanzen oder Seetang verfängt. Während der Entwicklungszeit von 5 bis 11 Monaten macht der Embryo manchmal Schwimmbewegungen, um frisches Wasser durch die durchlässigen Wände zu pumpen. Normalerweise reift nur ein Embryo pro Seemaus heran, allerdings gibt es einen bekannten Fall, in dem zwei Haie in einer Kapsel entdeckt wurden. Nach fünf Monaten wurden sie erfolgreich getrennt.
Beim Schlüpfen ist der Hai etwa 10 cm lang und trägt noch die Überreste seines Dottersacks herum und muss ab diesem Zeitpunkt selbständig ums Überleben kämpfen. Mit einer Länge von 45 bis 50 cm wird der junge Hai schließlich geschlechtsreif.

## Nahrung
Der Kleingefleckte Katzenhai jagt langsame Krebs- und Weichtiere, die auf dem Meeresgrund leben. Er frisst vor allem Garnelen, Krebse, Tintenfische, Kraken, Würmer, kleine Fische und Schnecken. Mit Hilfe tausender Elektrosensoren an seiner Schnauze und einem gut entwickelten Geruchssinn kann er auch bei schlechter Sicht seine Beute aufspüren. Mit den Sensoren kann er das elektromagnetische Feld von Tieren fühlen. Zum Zerbeißen der Schalen von Schnecken benutzt er seine kleinen, borstenhaften Zähne.